# Desmopachria bifurcita
Desmopachria bifurcita (лат.) — вид жуков-плавунцов рода Desmopachria из подсемейства Hydroporinae (Dytiscidae). 

## Распространение
Встречаются в Южной Америке: Перу.

## Описание
Жуки мелких размеров; длина 1,8—1,9 мм. Дорсальная поверхность головы тёмно-красная, бледно-красная вдоль переднего края. Пронотум равномерно красный. Надкрылья красные, более тёмные вдоль переднего и сутурального краев. Головные придатки, ноги и вентральная поверхность красные до темно-красных. Гениталии самцов этого вида очень характерны: срединная доля очень короткая и сильно раздвоенная; латеральные доли в дорсальном аспекте широкие, параллельносторонние и апикально субтрунктированные; в латеральном аспекте они тонкие и круто изогнуты медиально. Образцы очень широкие и тёмно-красновато-коричневые в дорсальном виде. У ряда видов Desmopachria срединная доля короткая с длинными, медиально изогнутыми боковыми лопастями, как у D. bifurcita, включая D. bifasciata, Desmopachria bolivari, Desmopachria chei, Desmopachria lata, Desmopachria varians и Desmopachria ovalis. Среди них Desmopachria bifurcita - единственный вид с бифидальной срединной лопастью. Эти виды могут вместе образовывать другую видовую группу в составе рода Desmopachria. Тело широко овальное и выпуклое профиль; лабиальные щупики зазубренные апикально; заднебоковой угол переднеспинки острый; простернальный отросток резко заострен.